# Oberkoskau
Oberkoskau ist ein Ortsteil der Stadt Tanna im Saale-Orla-Kreis in Thüringen.

## Geografie
Etwa 6 km östlich von Tanna, nahe dem Fluss Wisenta und der sächsisch und bayerischen Grenze, liegt Oberkoskau. Die Gemarkung des Weilers gehört zum Südostthüringischen Schiefergebirge. Diese Böden besitzen einen hohen Feinerdeanteil und Humusgehalt. Gepaart mit den Klimabedingungen sind diese Böden ertragreich. Über die B 2 und B 282 und die Landesstraße 1089 sind gute Verkehrsmöglichkeiten zu der A 9 und A 72 gegeben.

## Geschichte
Der sorbische Name (kóčka / kóčke (Dativ) = Katze) lässt auf eine Besiedlung durch Sorben im 6. Jahrhundert n. Chr. vermuten.
Die ursprüngliche Siedlung wurde im 13. Jahrhundert zu einem Hufendorf erweitert. Es entstanden zwei Häuserreihen um die alte Siedlung.
Am 14. August 1325 wurde er urkundlich zur Stiftungsgründung des Klosters zum heiligen Kreuz bei Saalburg erstmals genannt. Diese erste urkundliche Erwähnung lautete: „Ebenso gab es im Dorf Koskode fünf Pächter, die 27 Mark zahlten, von denen einer von Petzoldus dictus Zehe, einer von Henricus Presser, einer von seinem Cousin, einer von dictus Rebewin und einer von Conradus dictus Nyclaus bezahlt wurde.“
Koßka erhält 1494 das landesherrliche Brauprivileg. In der Urkunde wird gesagt: „… nach welchem das Dorf Koßka hierfür zu ewigen Gezeiten das Recht erhält, Bier zu brauen, zu malzen und zu schänken, soviel es will.“
- Benennung nach Karte 1711: Ob:Kosge am Bach: WiesenthalFl[6]
- Benennung nach Karte 1863: Ober-Koskau am Bach: Die Wiesenthal[2]
- Benennung nach Karte 1913: Oberkoskau: Wisenttal[7]

Durch mehrere Feuer (1895, 1912 & 1913) entstanden durch Blitzschläge und Brandstiftung veränderte sich die ursprüngliche Gebäudeanordnung.
Am 1. Januar 1974 wurde Oberkoskau nach Unterkoskau eingemeindet. Zu Zeiten der DDR lag der Weiler im Grenzgebiet. 2012 wohnten 76 Personen im Dorf.